# 大名町教會
33°35′27″N 130°23′50″E / 33.5909523°N 130.3973597°E

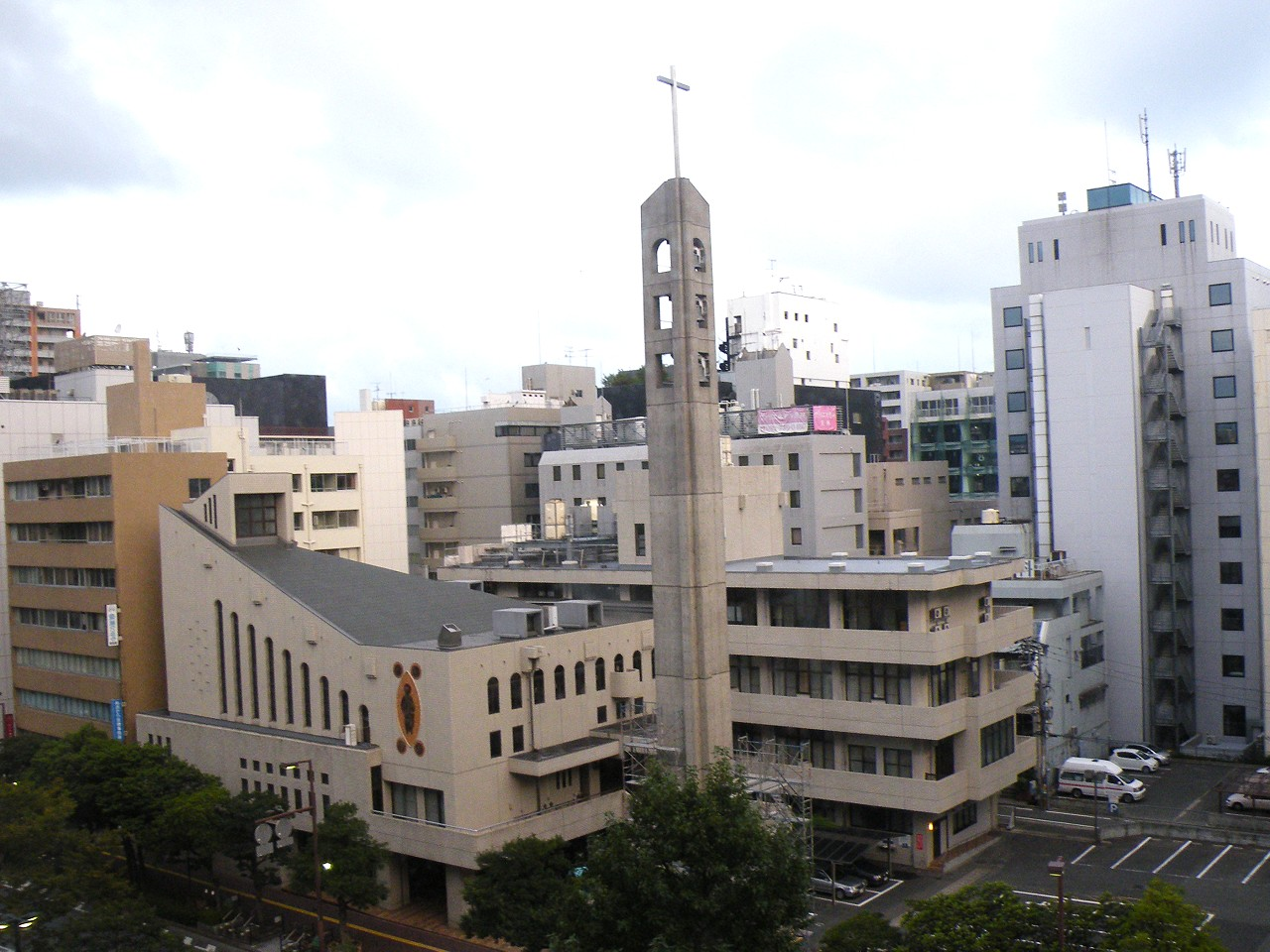
座堂外貌

大名町教會（日语：カトリック大名町教会），也稱為勝利之母主教座堂（聖母の勝利司教座聖堂），位於日本福岡縣福岡市中央區大名町，是天主教福岡教區的主教座堂。
聖堂建於1896年，1927年隨教區成立升為座堂。1986年原座堂拆卸，並以鋼鐵混凝土重建。原座堂唯一的遺物是聖堂的主祭壇。座堂的正面在西南方，東南方修建了一座高40公尺的鐘樓。